# Le Chanteur de Broadway

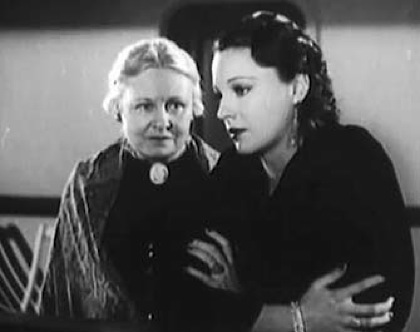
Bodil Rosing et Irene Ware dans une scène du film.

Le Chanteur de Broadway (King Kelly of the U.S.A.) est une comédie romantique américaine réalisée par Leonard Fields, sortie en 1935.
C'est la seule apparition au cinéma du chanteur Guy Robertson.

## Synopsis
James W. Kelly et son ami Happy Moran emmènent leur troupe de danseuses "Kelly's Affairs" à travers l'océan, sur le SS Île de France pour une tournée en Europe.

## Fiche technique
- Titre original : King Kelly of the U.S.A.
- Réalisation : Leonard Fields
- Scénario : David Silverstein, Leonard Fields d'après une histoire de George C. Bertholon et Howard Higgin
- Producteur : George C. Bertholon
- Photographie : Robert H. Planck
- Musique : Bernie Grossman, Joe Sanders
- Distributeur : Monogram Pictures
- Montage : Jack Ogilvie
- Durée : 66 minutes
- Date de sortie : 15 septembre 1935

## Distribution
- Guy Robertson : James W. Kelly
- Edgar Kennedy :Happy Moran

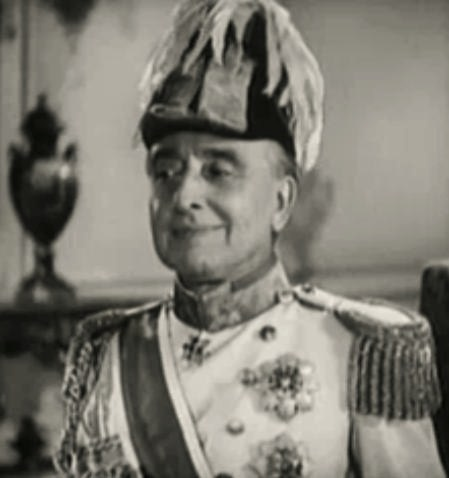
Ferdinand Gottschalk dans King Kelly of the U.S.A.

- Irene Ware : Princesse Tania aka Catherine Bell
- Ferdinand Gottschalk : roi Maxmilian de Belgardia
- Franklin Pangborn : J. Ashton Brockton
- Joyce Compton : Maxine Latour
- Phyllis Ludwig : a Kelly girl
- Wilhelm von Brincken : Stranger
- Otis Harlan : Premier Ministre
- William Orlamond : Prince Alexis
- Bodil Rosing : Tania's Maid
- Dick Curtis : Otto the Palace Guard
- Hattie McDaniel : the Black Narcissus Mop Buyer